# 新大西洋宪章

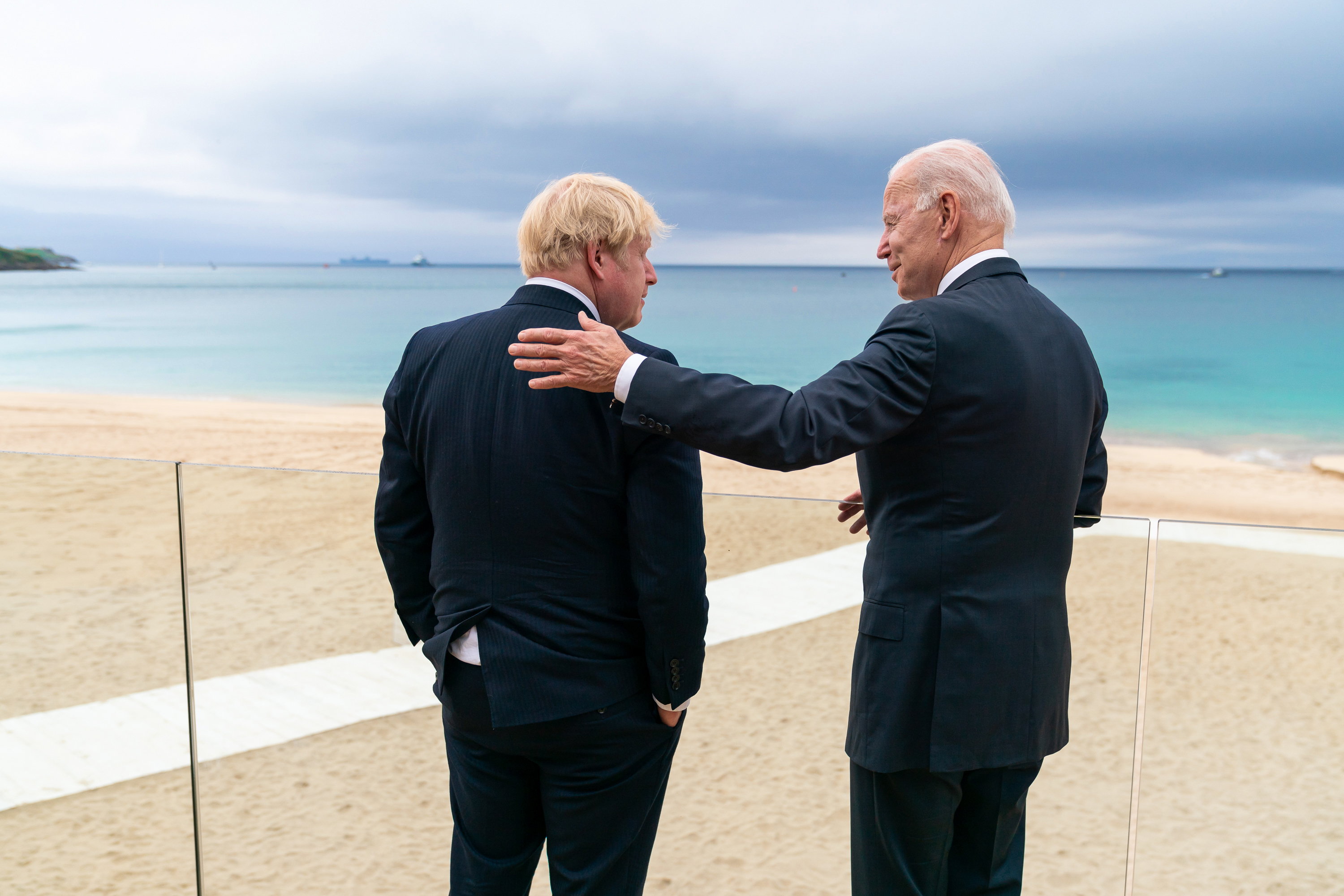
2021 年 6 月，英国首相鲍里斯·约翰逊（左）在七国集团峰会上会见美国总统乔·拜登（右）。

《新大西洋宪章》是英国首相鲍里斯·约翰逊和美国总统乔·拜登于 2021 年 6 月 10 日签署的一项协议。该协议是在约翰逊和拜登于 2021 年在英国康沃尔举行的 G7 峰会上的第一次面对面会议上签署的。
该协议是温斯顿·丘吉尔和富兰克林·D·罗斯福于 1941 年宣布的大西洋宪章的新版本。

## 背景
在美国总统罗斯福与英国首相丘吉尔签署了规划战后秩序的旧《大西洋宪章》的80年之后，美国总统拜登与英国首相鲍里斯签署了新的大西洋宪章以应对未来不断的新挑战。原宪章是在美国进入第二次世界大战前几个月后对西方对民主和领土完整的承诺以及对战后全球秩序的宣言。 原宪章提出两国不谋求领土扩张，尊重各国人民选择其政府的形式，领土调整必须符合有关人民的利益，促成所有国家在经济领域內最充分的合作，以及战后应进行裁军。
这份新协议是在 2021 年在康沃尔举行的G7 峰会上签署的，这是自拜登上任以来首次和英国首相鲍里斯面对面会谈。虽然在这次会谈中并没有提到中国，但是很明显这份宪章是为了与中国竞争以及对抗而提出的。拜登在会议中提到“这肯定了我们人民之间的特殊关系，决心捍卫民主和开放社会的原则、价值观和机构 ”。  《新大西洋宪章》还重申了“八十年前提出的承诺和愿望”，双方承诺应对中国的崛起，捍卫西方民主的价值观以及利益，同时也提出了准备应对 21 世纪的“新挑战”。  

## 目标
宪章提出了以下几点： 
- 捍卫民主和开放社会的原则和制度
- 加强和调整维持国际合作的机构、法律和规范
- 团结在主权、领土完整和和平解决争端的原则之下
- 利用和保护国家在科技方面的创新优势
- 申明维护集体安全和国际稳定的共同责任，包括应对网络威胁；并宣布这些国家的核威慑力量足以保卫北约
- 继续建设基于包容、公平、气候友好、可持续、的经济
- 在所有国际行动中优先考虑气候变化
- 承诺继续合作以加强卫生系统和促进健康保护